# Ragnar Östberg
Ragnar Östberg, född 14 juli 1866 i Katarina församling i Stockholm, död 5 februari 1945 i Engelbrekts församling, var en svensk arkitekt och konstnär, professor i arkitektur vid Konsthögskolans i Stockholm arkitekturskola 1922–1932. Känd som en av det tidiga 1900-talets främsta svenska arkitekter, och den ledande kreatören bakom Stockholms stadshus.

## Liv och verk

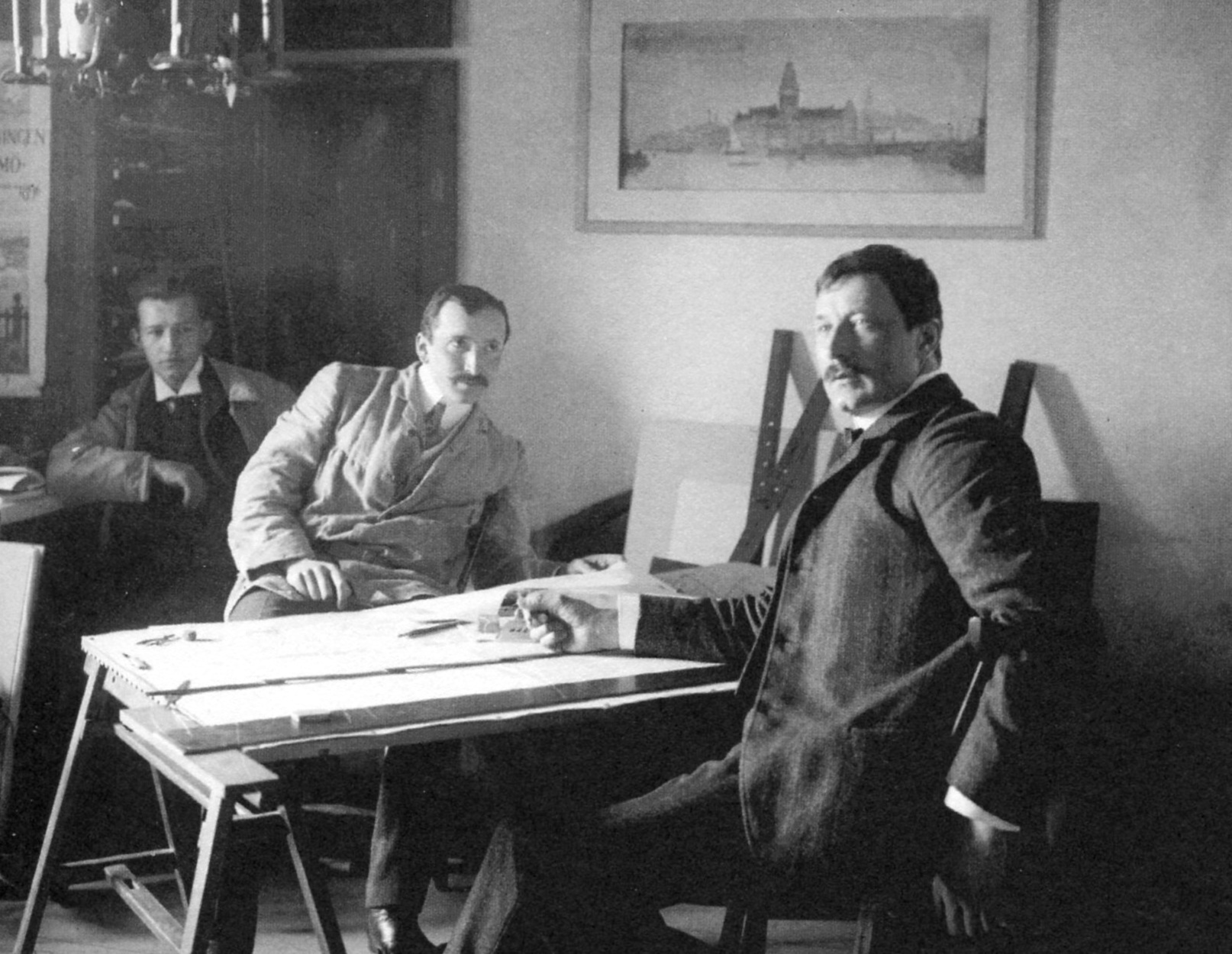
Ragnar Östberg (höger) med Elis Benckert, cirka 1905.

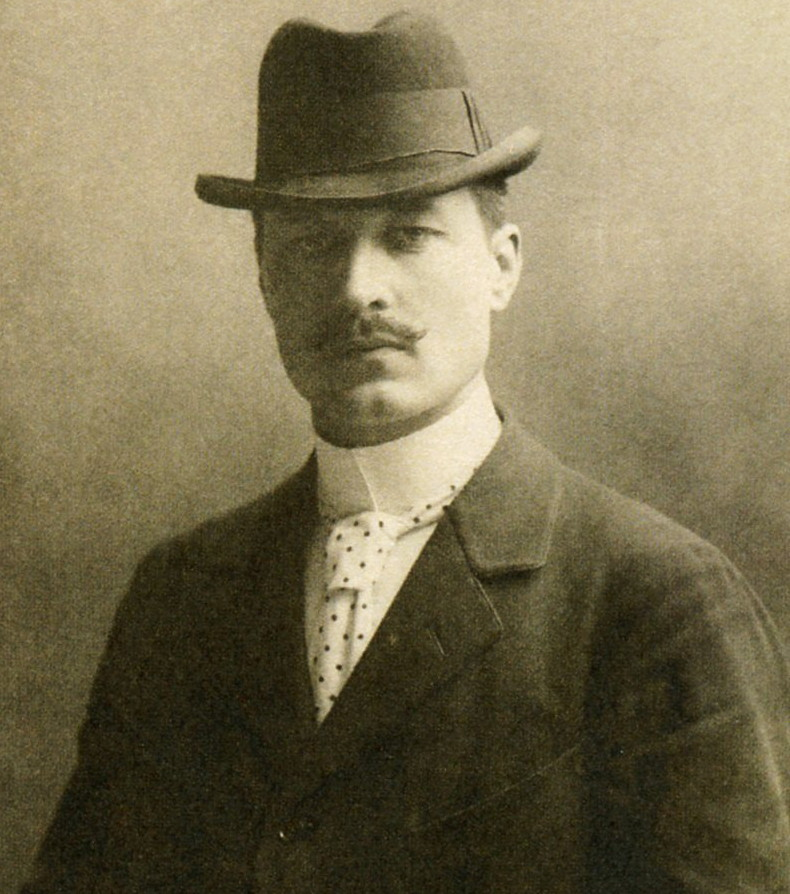
Ragnar Östberg 1896.

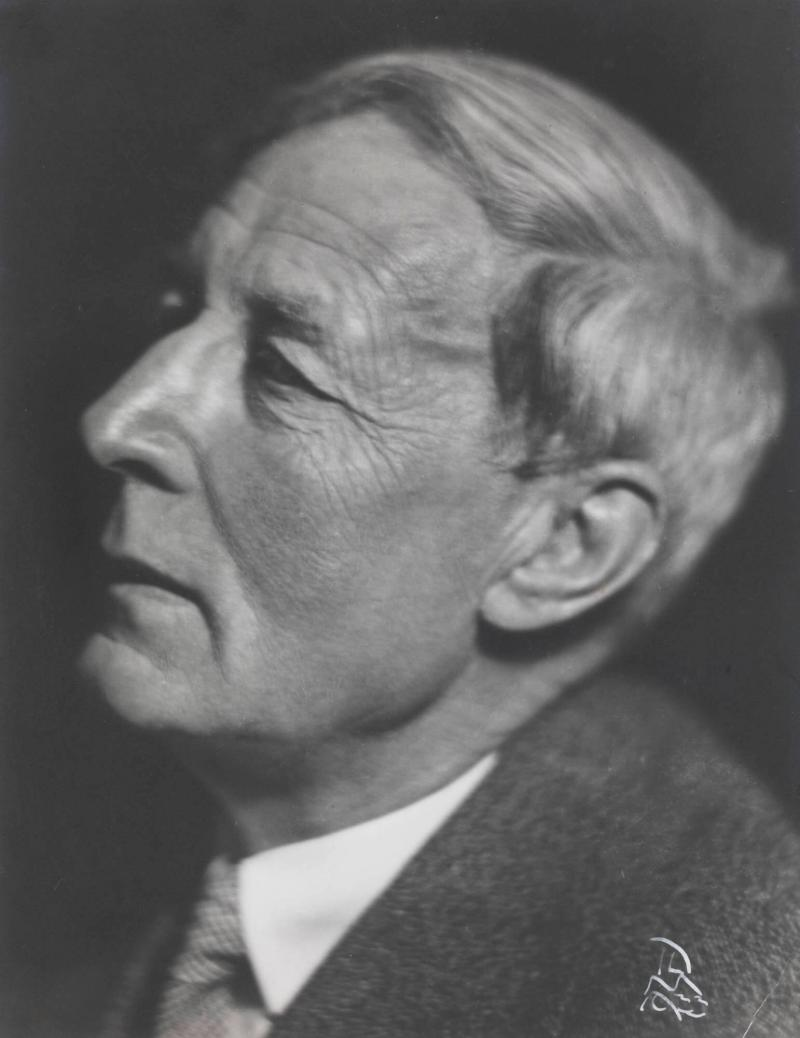
Ragnar Östberg 1933.

Ragnar Östberg var son till revisorn Carl Östberg och skådespelerskan Erika Kindahl, i familjen fanns sex barn. 1882 avbröt han sin skolgång på Högre Latinläroverket på Södermalm för att börja arbeta på ett köpmanskontor vid Skeppsbron. Snart kom han i kontakt med konsten genom täta besök på Nationalmuseum och 1884 började han studera arkitektur vid Kungliga Tekniska högskolan och 1888 vid Konstakademiens arkitekturskola. Som stipendiat gjorde Östberg en studieresa på cykel till England, Frankrike, Italien och Grekland 1896–1899. Från hans resor existerar otaliga reseskisser. Sin studietid och sina studieresor, som även förde honom till USA, varvade han med praktik hos arkitekt Isak Gustaf Clason.
Från år 1900 hade han sin egen verksamhet. Under åren 1904–1907 vistades Ragnar Östberg tillfälligtvis i Umeå och han hade tidigare haft anställning hos Umeås förre stadsarkitekt Fredrik Olaus Lindström. Östberg hann under de åren uppföra minst tre byggnader av vilka en – Teaterhuset – brann ner redan 1913, medan de andra två, Scharinska villan och Aschanska villan blivit byggnadsminnen. Dessa utgör idag ett betydelsefullt visuellt inslag i Umeås stadsbild. Därefter var Östberg främst verksam i Stockholm, med bland annat ett flertal högreståndsvillor och under många år inte minst det monumentala Stockholms stadshus, men också den storslagna byggnaden för Kalmar högre allmänna läroverk, numera Stagneliusskolan i Kalmar.
Ett av hans sista arbeten var Sjöhistoriska museet som byggdes 1933–1936, på platsen för Stockholmsutställningen 1930 (känd som funktionalismens genombrott i Sverige). Bygget blev möjligt genom en donation från Knut och Alice Wallenbergs Stiftelse. Villkoren för donationen var att staten upplät en lämplig tomt och att byggnaden inte uppfördes i funktionalistisk stil eftersom man inte ville att ännu "en skolåda" skulle byggas. Med denna byggnad, som anknöt till Olof Tempelmans 1700-talsarkitektur, markerade Östberg sin distans till funktionalismens stilideal.
På 1920-talet var Östberg ordförande och tillskyndare för Nordisk byggdag. Mellan 1922 och 1932 var han professor i arkitektur vid Kungliga Konsthögskolan i Stockholm. Mellan åren 1931 till 1942 var Östberg ledamot av Stockholms skönhetsråd. 

## Estetik och influenser

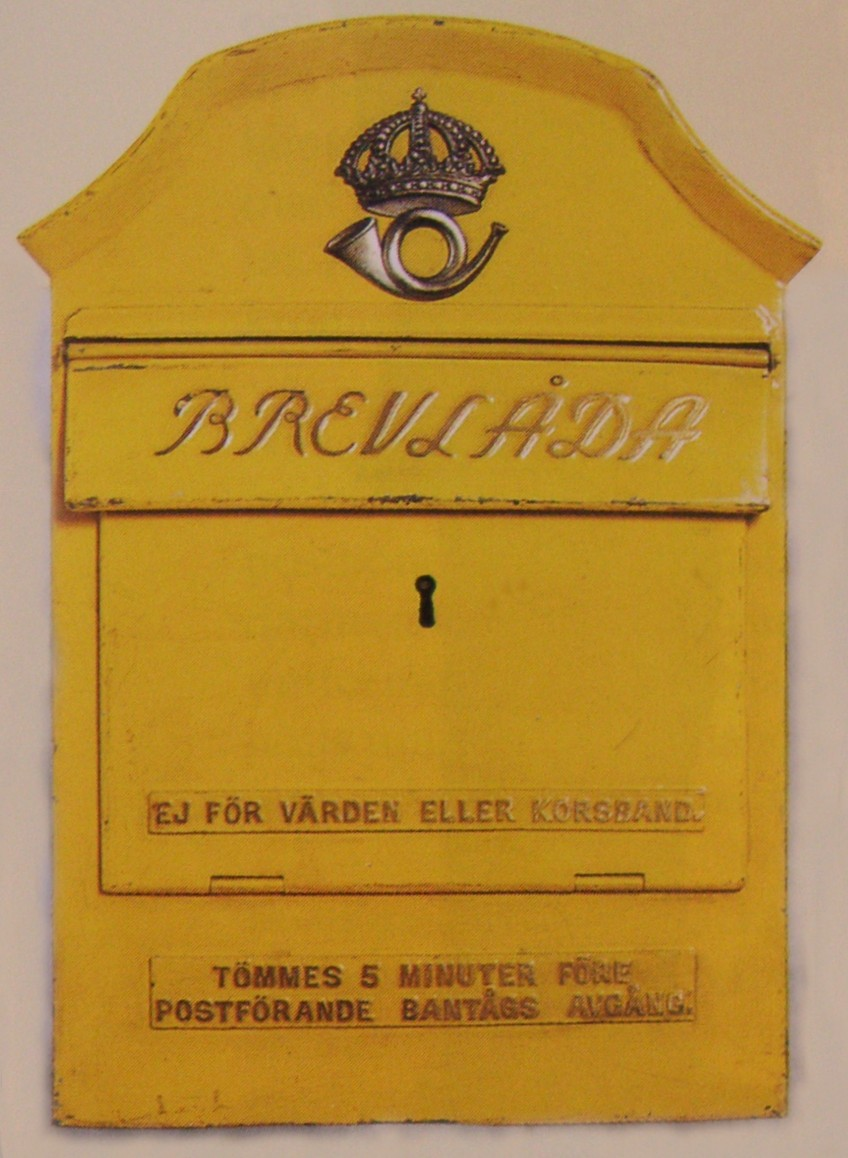
Östbergs brevlåda.

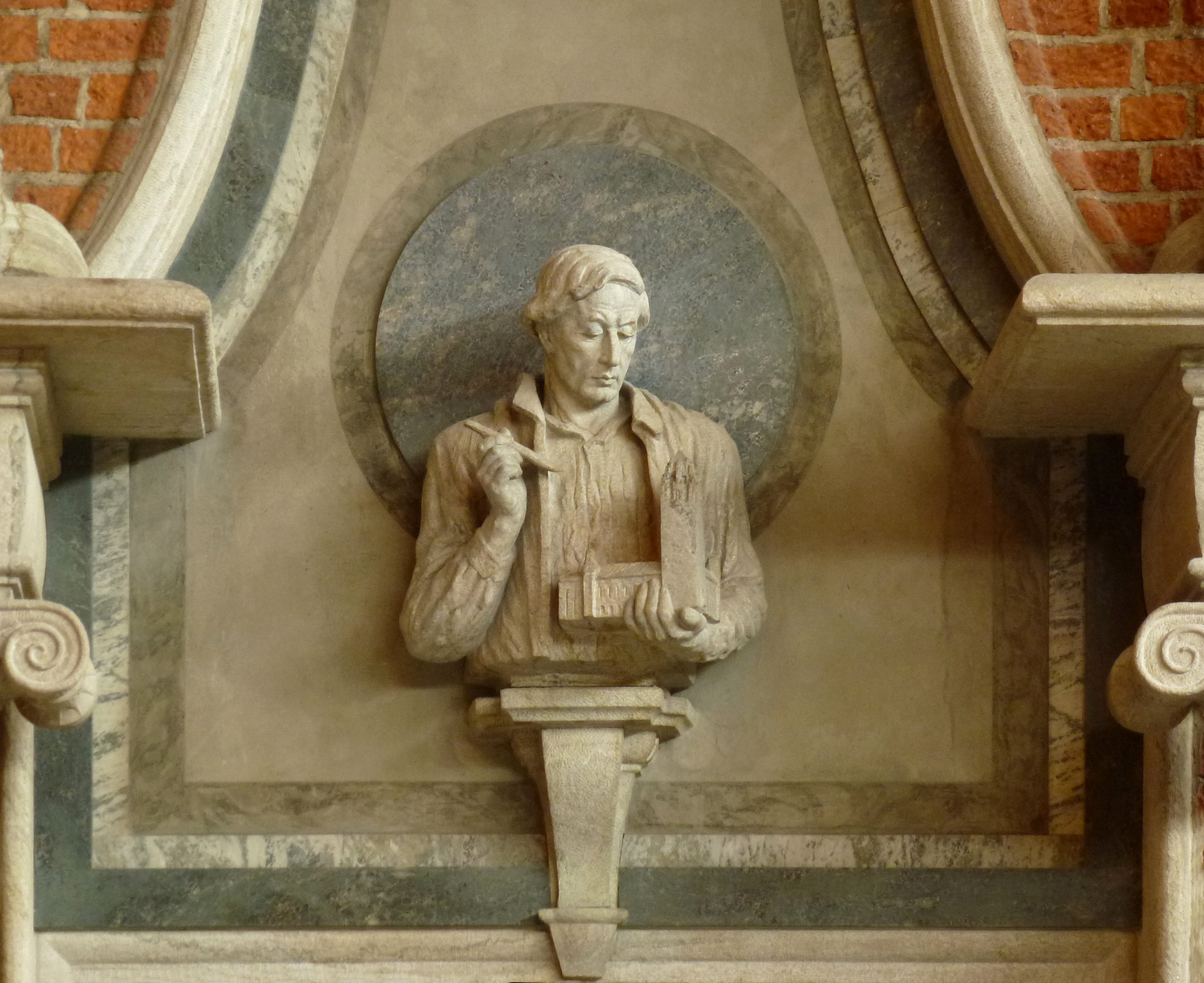
Östberg med Stockholms stadshus i famnen, skulptur av Gustaf Sandberg.

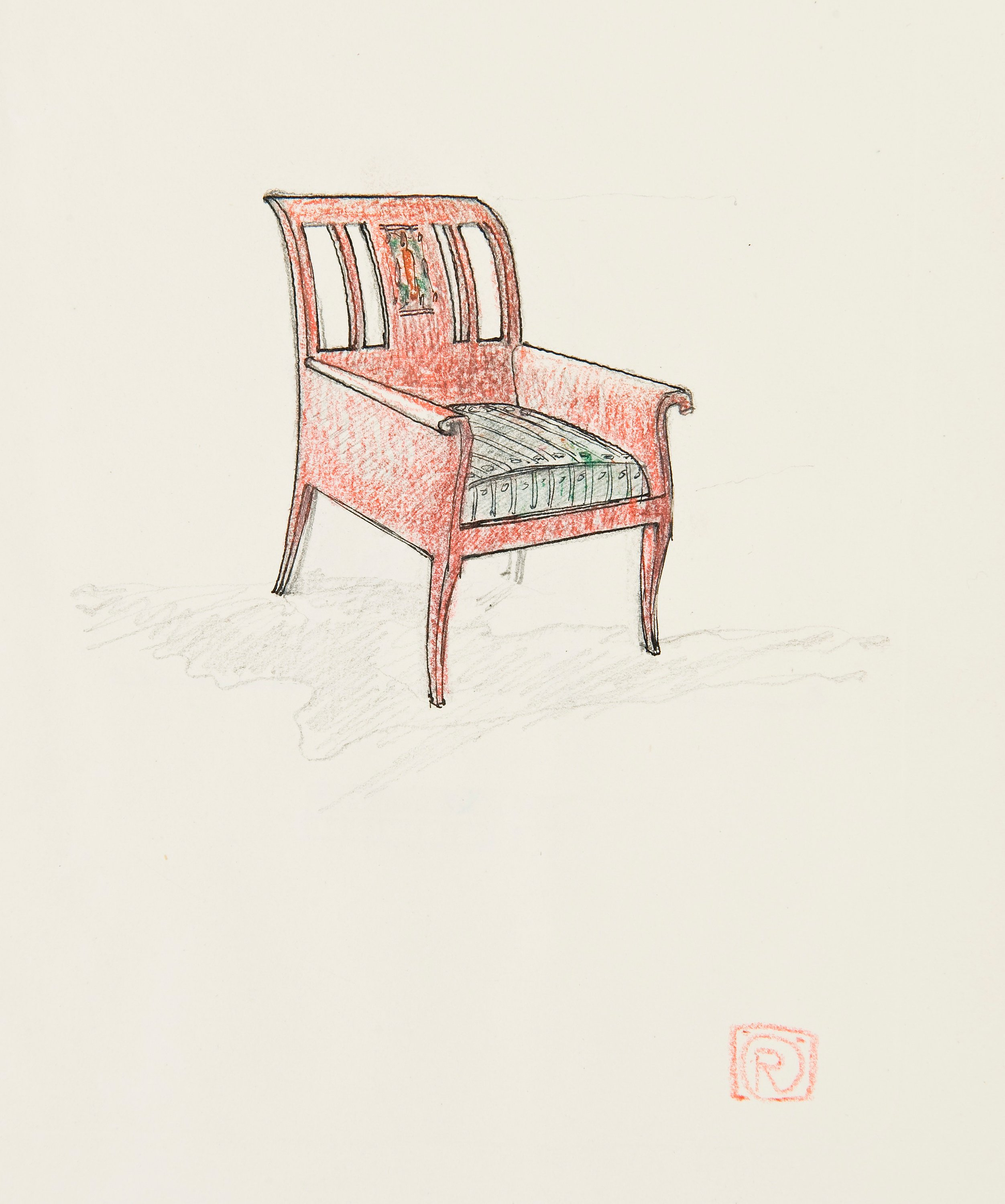
Östbergs karmstolar för Mullberget.

Östbergs säregna stil är ett resultat av de intryck han fick under sin vistelse utomlands samt inflytanden från sekelskiftes nationella romantik; det leder in i 1920-talets ståtliga ambitioner att sammanfoga det nationella med det klassiskt monumentala.
Hans stil beskrivs som eklektisk där kosmopolitiska och exotiska drag förenas med storsvenska ideal med ett snillrikt sinne för detaljer. Stilen bär tydliga spår av Arts and Crafts, William Morris hantverkarideal, samt senviktorianska och gotikinspirerade arkitekter som Philip Webb, Richard Norman Shaw och Charles Voysey. Han räknas som en av de mest betydelsefulla svenska arkitekterna, trots att hans klassiska stil stod i motsättning till den framväxande funktionalismen.
Fastän mest verksam och berömd som arkitekt, kan Östberg också ihågkommas som scenograf. Han gjorde scenografin till operan Aida på Kungliga Teatern (Stockholmsoperan) 1925. Han fick också beställning på scenografin till Kung Lear på Dramatiska teatern 1928 och levererade 22 skisser. På grund av teaterns ekonomiska trångmål kom dock dessa aldrig till gestaltning på scenen utan ersattes av en billigare scenografisk lösning.
Mer välkänd för allmänheten är nog den klassiska svenska brevlådan som han formgav som ett hus på 1910-talet. Modellen var i bruk till 1960-talet. Ragnar Östberg finns representerad vid bland annat Nationalmuseum i Stockholm.

## Patent- och registreringsverket

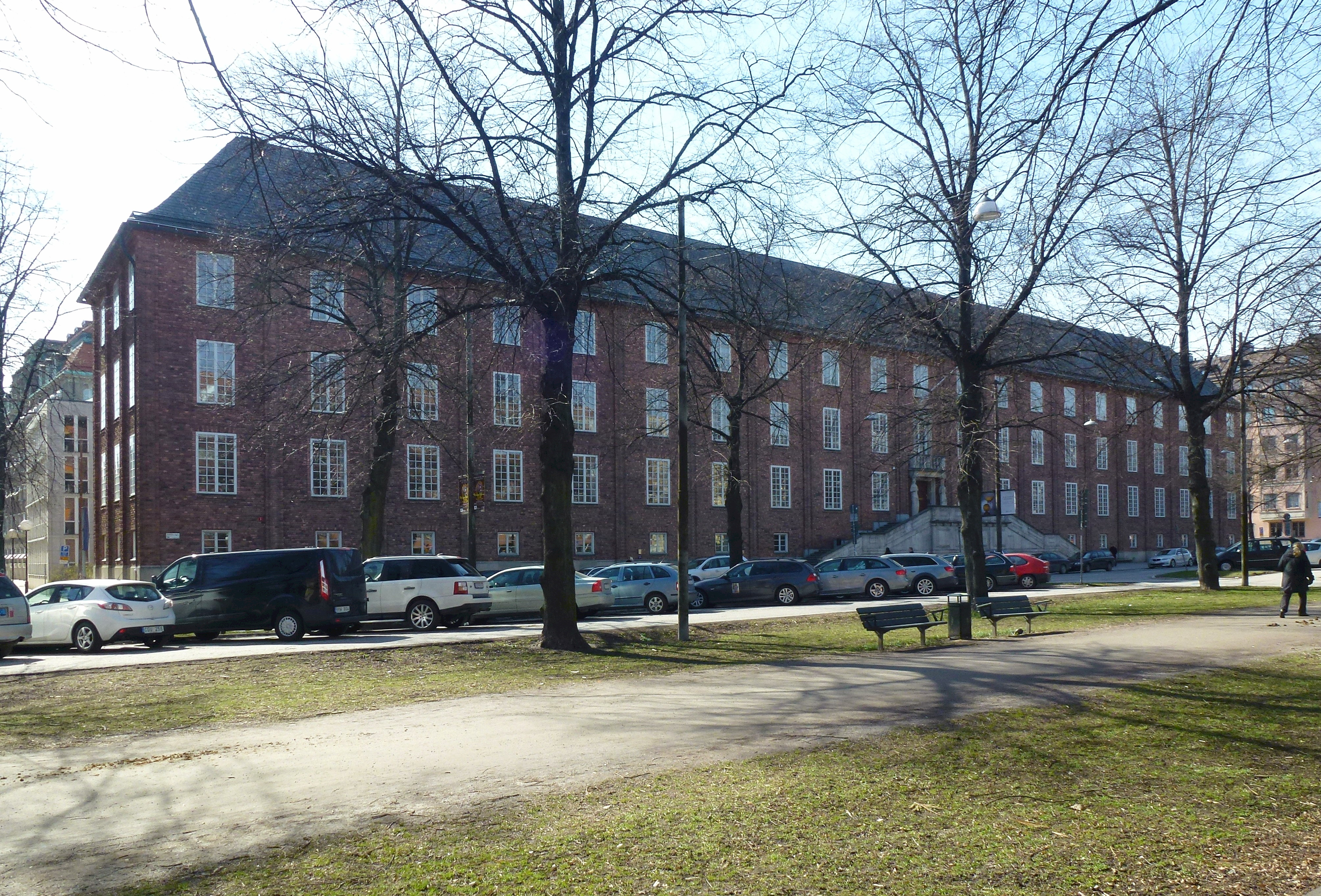
PRV:s byggnad, 2014.

Patent- och registreringsverkets (PRV) byggnad ligger vid Valhallavägen 136 på Östermalm i Stockholm. Det monumentala kontorshuset i rött murtegel ritades 1911 till 1921 av Östberg, ungefär samtidigt med Stockholms stadshus. I motsats till stadshuset skapade Östberg i patentverkets byggnad ett arkitektoniskt nedtonat hus i klassicistisk stil. Volymen liknade till en början en kub uppförd i murtegel i tre våningar och med svagt utsvängt yttertak täckt av svarta skifferplattor. Fasaderna accentueras av pilastrar utförda i tegel och placerade mellan fönstren. Komplexet blev tillbyggt i två etapper: 1946–1947 av arkitekterna Ernst Hawerman och Nils G:son Friberg samt 1960–1961 av Bengt Romare och Georg Scherman. Östbergs byggnad är sedan oktober 1993 ett byggnadsminne.

## Stockholms stadshus

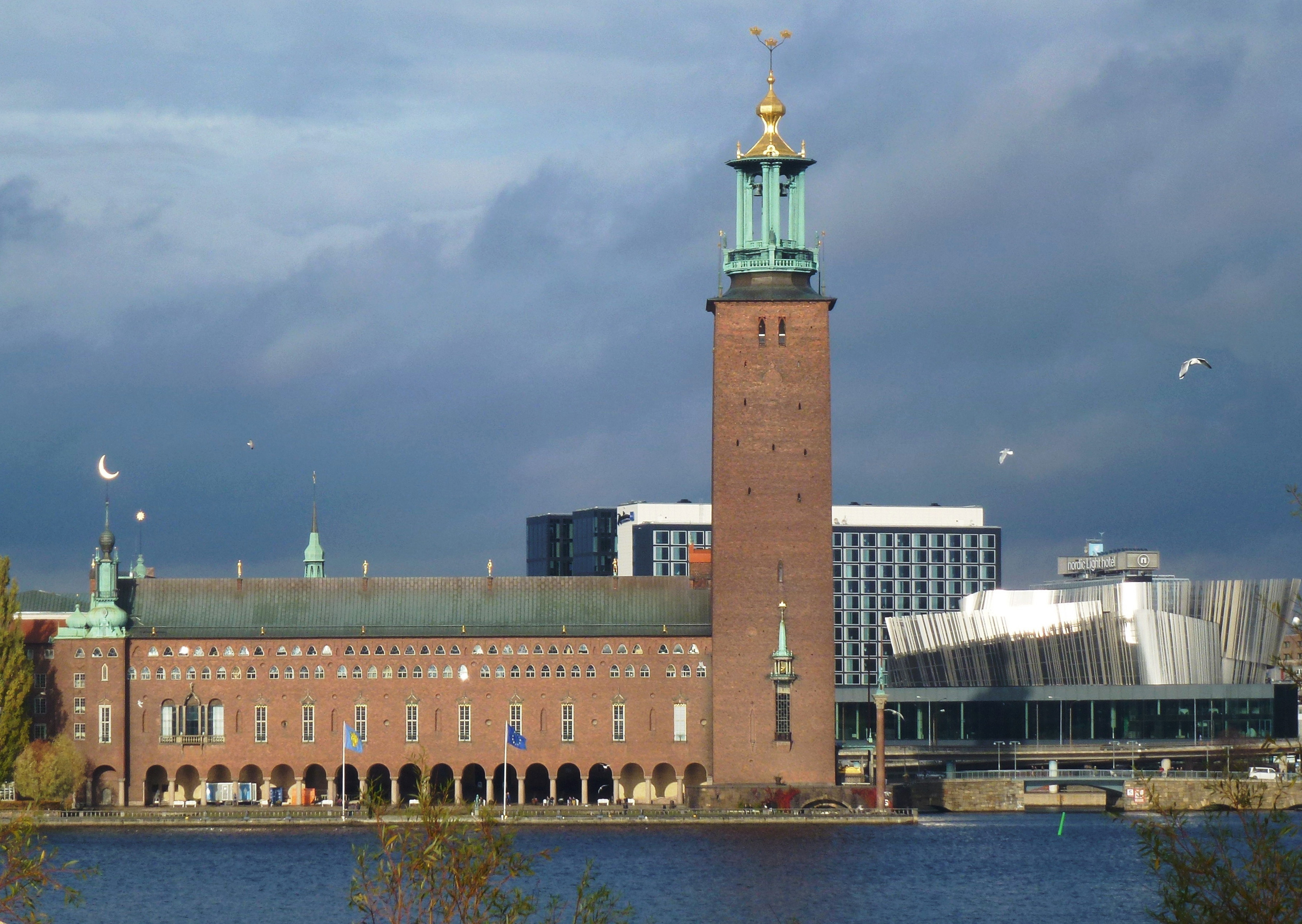
Stockholms stadshus, 2013.

Det är främst som arkitekten bakom Stockholms stadshus som Ragnar Östberg är känd. Han började skissa på utformningen redan 1903. Från början var det tänkt att det skulle bli en tung byggnad av granit i jugendstil, men Östberg ändrade sig och byggnaden uppfördes i stället i rött tegel.
Nationella inslag är borggården som påminner om svenska renässansslottet Gripsholm. Viktigare är påverkan från italienska palats, till exempel Dogepalatset (Palazzo Ducale) i Venedig, samt bysantinsk stil med mosaiker. Det är sannolikt att Östberg fick inspiration av Dogepalatset som han besökte första gången på sin stipendieresa 1897 och senare 1909 och 1913.
När Östberg fick uppdraget var det tänkt att byggnaden skulle rymma både stadshuset och Stockholms rådhus, men 1911 beslutades det att Carl Westman skulle anlitas till uppförandet av rådhuset. 
Efter stadshusets invigning midsommaraftonen den 23 juni 1923 mottogs byggnaden med ovationer av allmänheten och Östbergs kollegor. Man ansåg att Stadshuset var ”ett av vårt lands och hela vår tids märkligaste byggnadsverk”.

## Familj

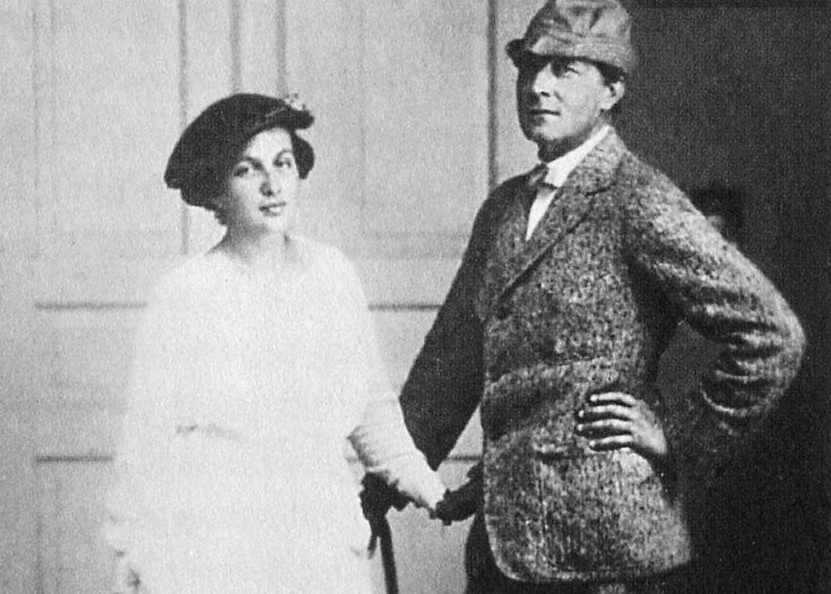
Med hustrun Carin Thiel.

Ragnar Östberg var gift två gånger. Hans första hustru var den mer än tjugo år yngre Elsa Skoglund, dotter till Fredrik Skoglund (ägare av Skoglunds bokförlag). Med henne var han gift 1909–1919 och fick döttrarna Gunvor (1910–2001), en tid gift med Erik Bengtson, Hervor (1912–2000) och Elsvor (1914–1998).
Den andra hustrun var Carin Thiel (dotter till Ernest Thiel och Anna Josephson, och tidigare gift med författaren Sven Lidman). I detta äktenskap fick han dottern Susanna Östberg (1920–2020), sångare och skådespelare och gift med underhållaren  Povel Ramel. 
Ragnar Östberg är begravd på Norra begravningsplatsen utanför Stockholm.
Östbergs bodde från 1921 på Blasieholmstorg 10 och flyttade omkring 1930 till Brunkebergstorg 22. Från 1938 hyrde familjen en lägenhet på Sturegatan 48. Ragnar Östberg ägde aldrig sin bostad och levde i staden trots att han gillade livet på landet. Från tidigt 1920-tal till sin död hyrde han herrgården Svindersvik i Nacka som sommarbostad.
I februari 1945 drogs hans kista av hästspann över Stadshusbron, runt Stockholms stadshus och till borgargården. Där hyllades hans minne och Sankt Eriks fana halades till halv stång.

## Utmärkelser
Stockholms stadshus blev Östbergs mästerverk och dess rykte spreds över världen. Det blev särskilt känt i den anglosaxiska världen och Östberg fick som förste svensk 1926 ta emot Royal Institute of British Architects guldmedalj. Under sin livstid erhöll han även guldmedaljer från The American Institute of Architects. Han blev utnämnd till hedersledamot av Royal Academy och ordförande i Stockholms skönhetsråd. Platsen vid stadshusets västra sida "Ragnar Östbergs plan" i Stockholm är uppkallad efter honom.

## Verk i urval

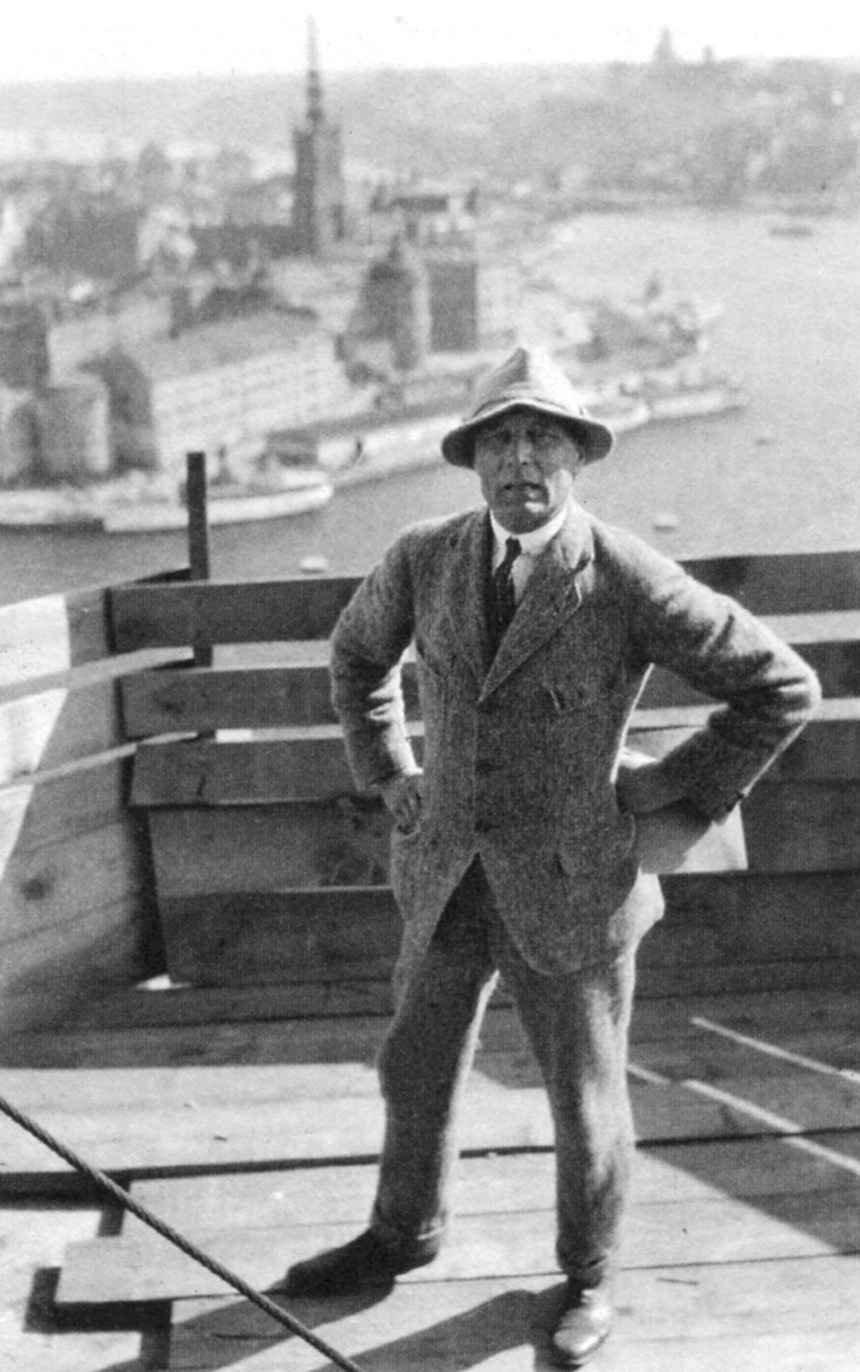
Ragnar Östberg i tornet av Stockholms stadshus under byggnadsarbetena ca 1920.

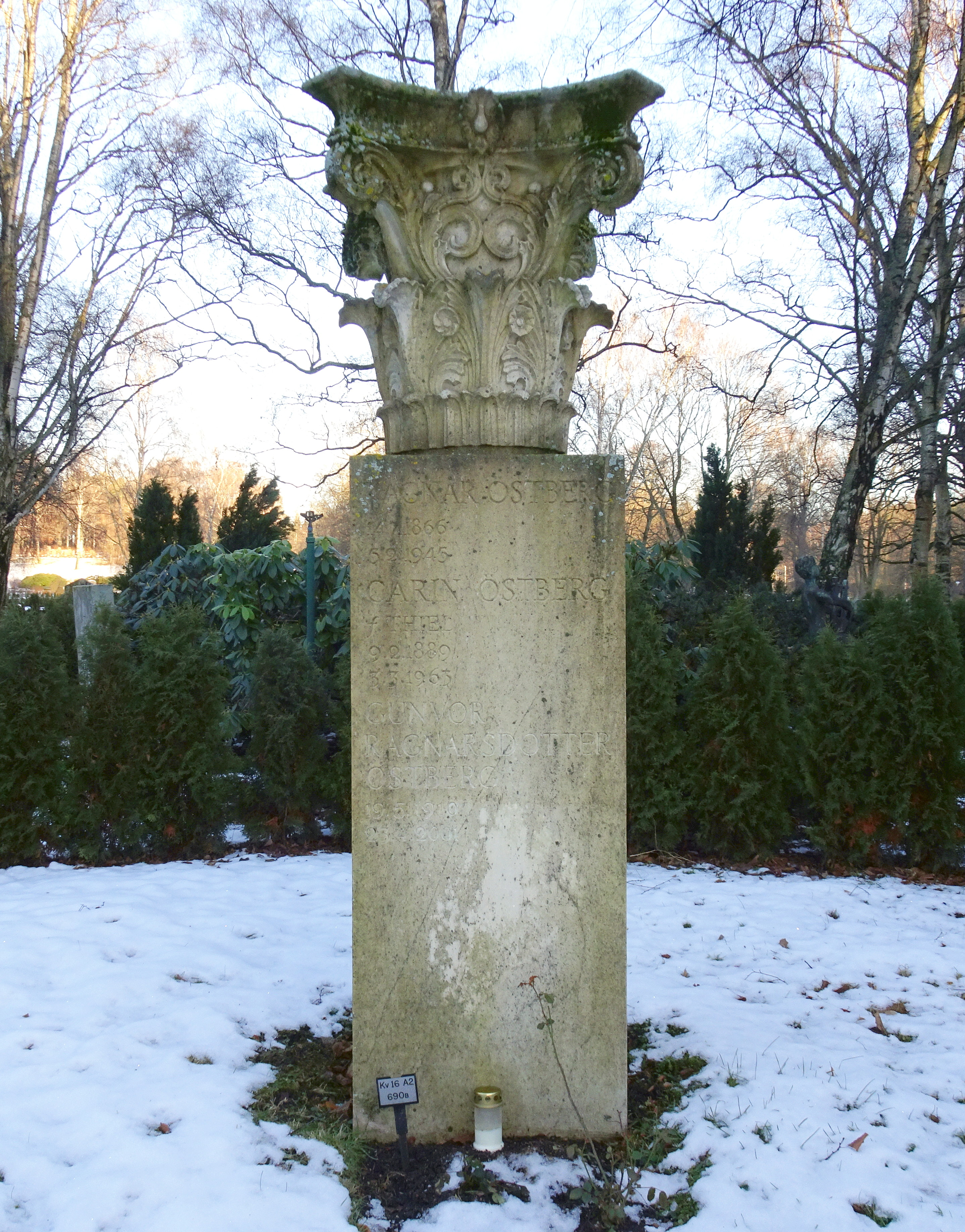
Östbergs gravvård på Norra begravningsplatsen, 2016.

Som exempel på Ragnar Östbergs byggnadsverk kan nämnas (i kronologisk ordning):
- Eva Bonniers sommarhus på Dalarö (1904)
- Villa Gärdsgården, Stocksund (1904-1905)
- Villa Ekarne på Djurgården i Stockholm (1905)
- Villa Pauli, Djursholm (1905)
- Scharinska villan i Umeå (1905)
- Aschanska villan i Umeå (1906)
- Östermalms läroverk, "Östra Real" i Stockholm (1906-1910)
- Villa Yngve Larsson i Storängen i Stockholm (1907)
- Nedre Manilla på Djurgården i Stockholm (1909)
- Villa Mullberget på Djurgården i Stockholm (1909)
- Villa Elfviks udde i Lidingö (1911)
- Sveateatern i Sundsvall (1911)
- Patent- och registreringsverket i Stockholm (1911-1921)
- Odd Fellow-huset i Nyköping (1913)
- Villa Geber i Diplomatstaden i Stockholm (1913)
- Carl Eldhs ateljémuseum, i Bellevueparken, Stockholm (1918)
- Nådhammar, Södertälje kommun (1920), ombyggnad
- Stockholms stadshus (1923)
- Riksbron i Stockholm (1926-1931)
- Villa Bonnier i Diplomatstaden i Stockholm (1927)
- Helsingborgs krematorium (1929)
- Vasa högre flickskola, Stockholm (1929-31)
- Industricentralen, Stockholm (1929-32)
- Värmlands nation i Uppsala (1930)
- Stagneliusskolan i Kalmar (1931-32)
- Disponentvillan i Hällabrottet, Kumla kommun (1931-1932 )
- Svenska lejonet i Narva (1936)
- Sjöhistoriska museet, Stockholm (1938)
- Zornmuseet i Mora (1938-1939)

## Bilder, verk i urval

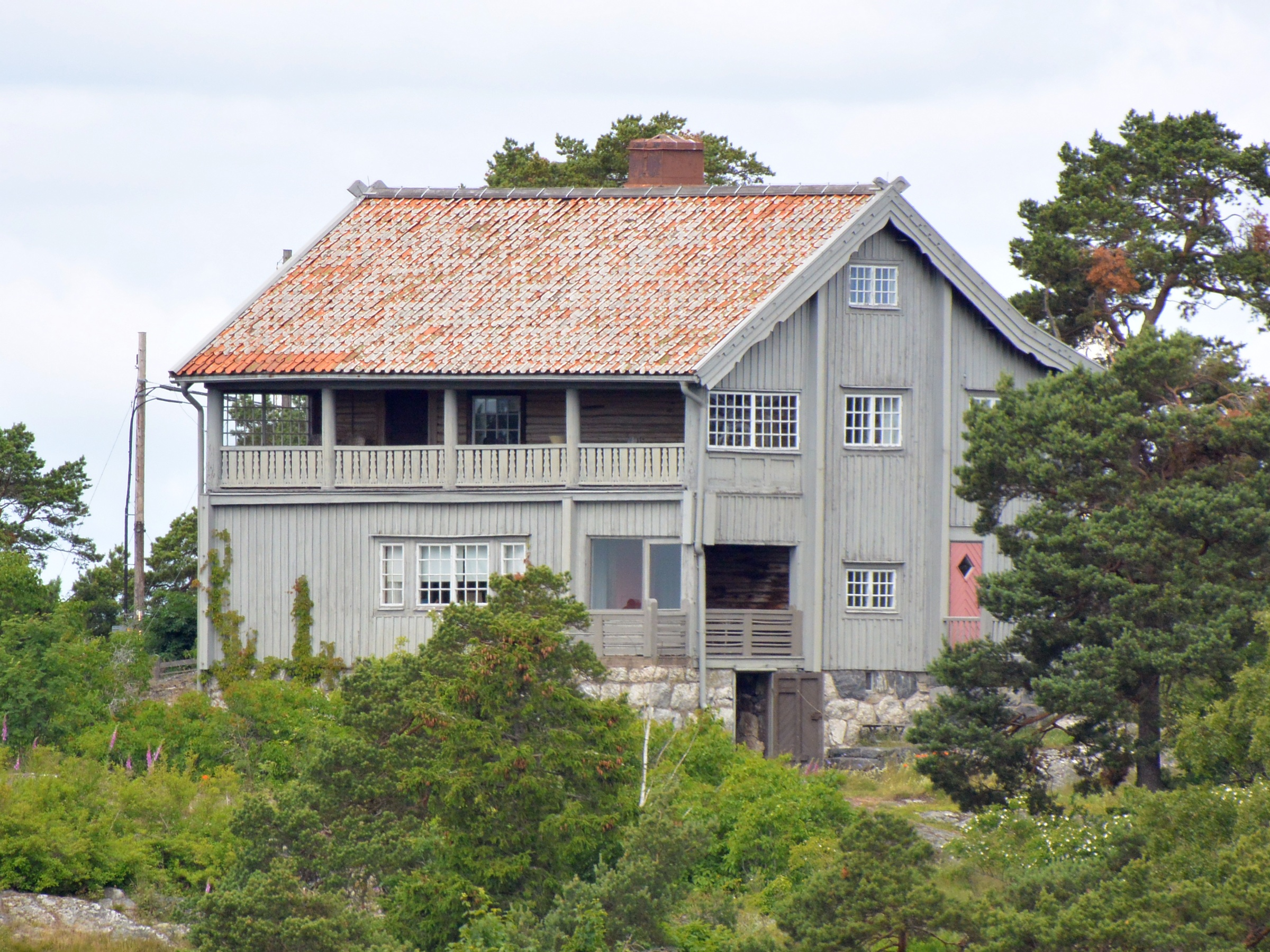
Eva Bonniers sommarhus
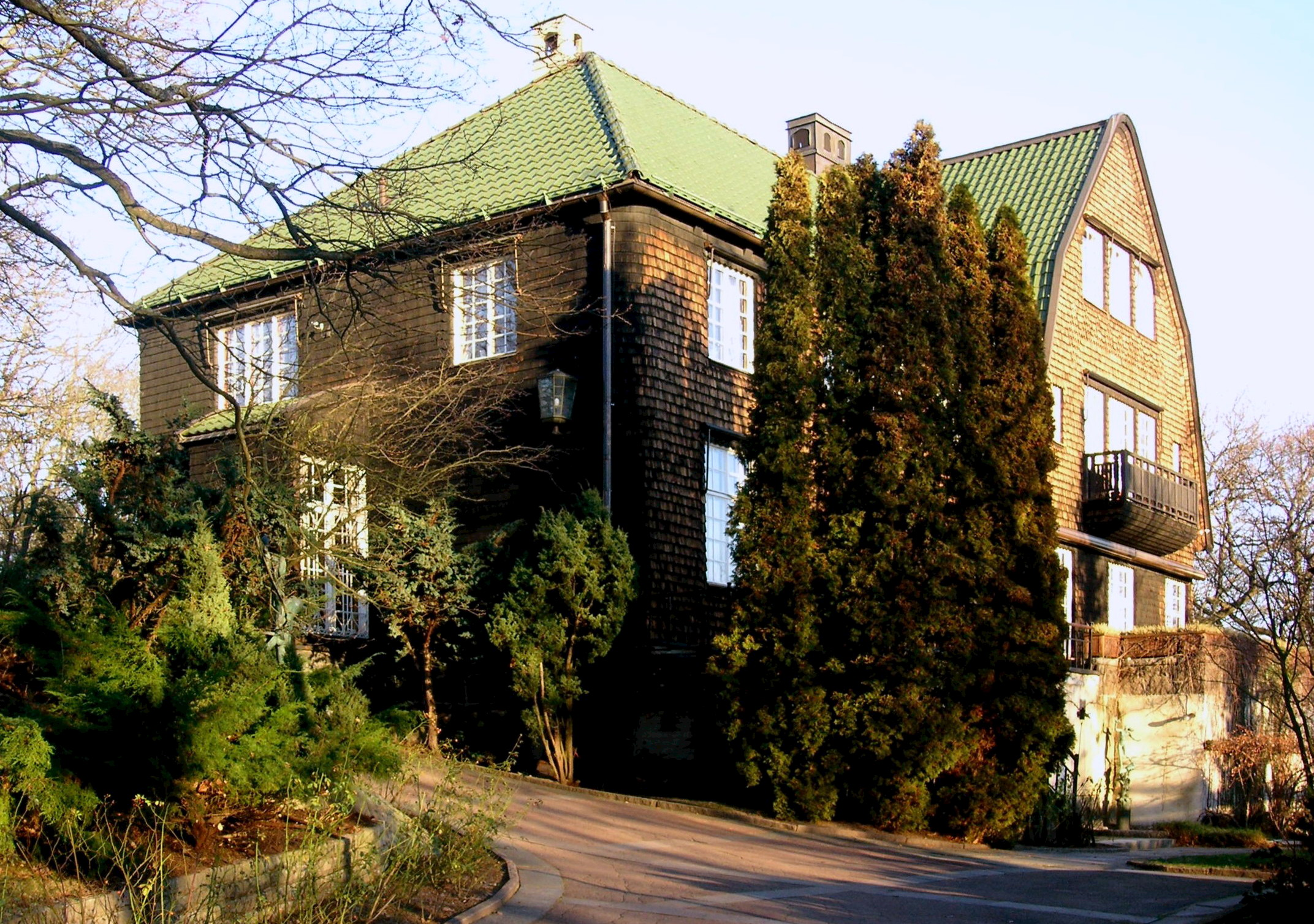
Villa Ekarne
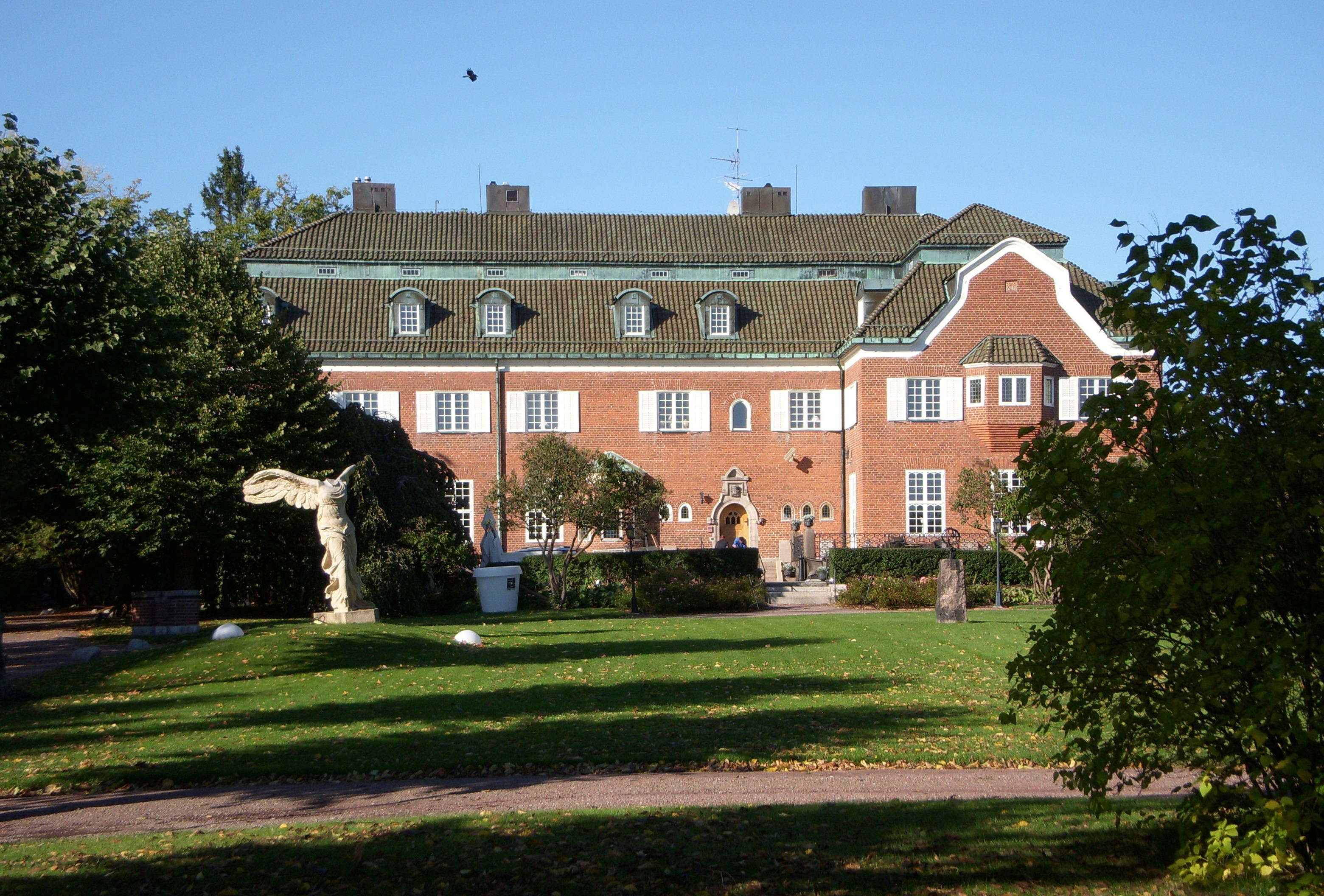
Villa Pauli, Djursholm
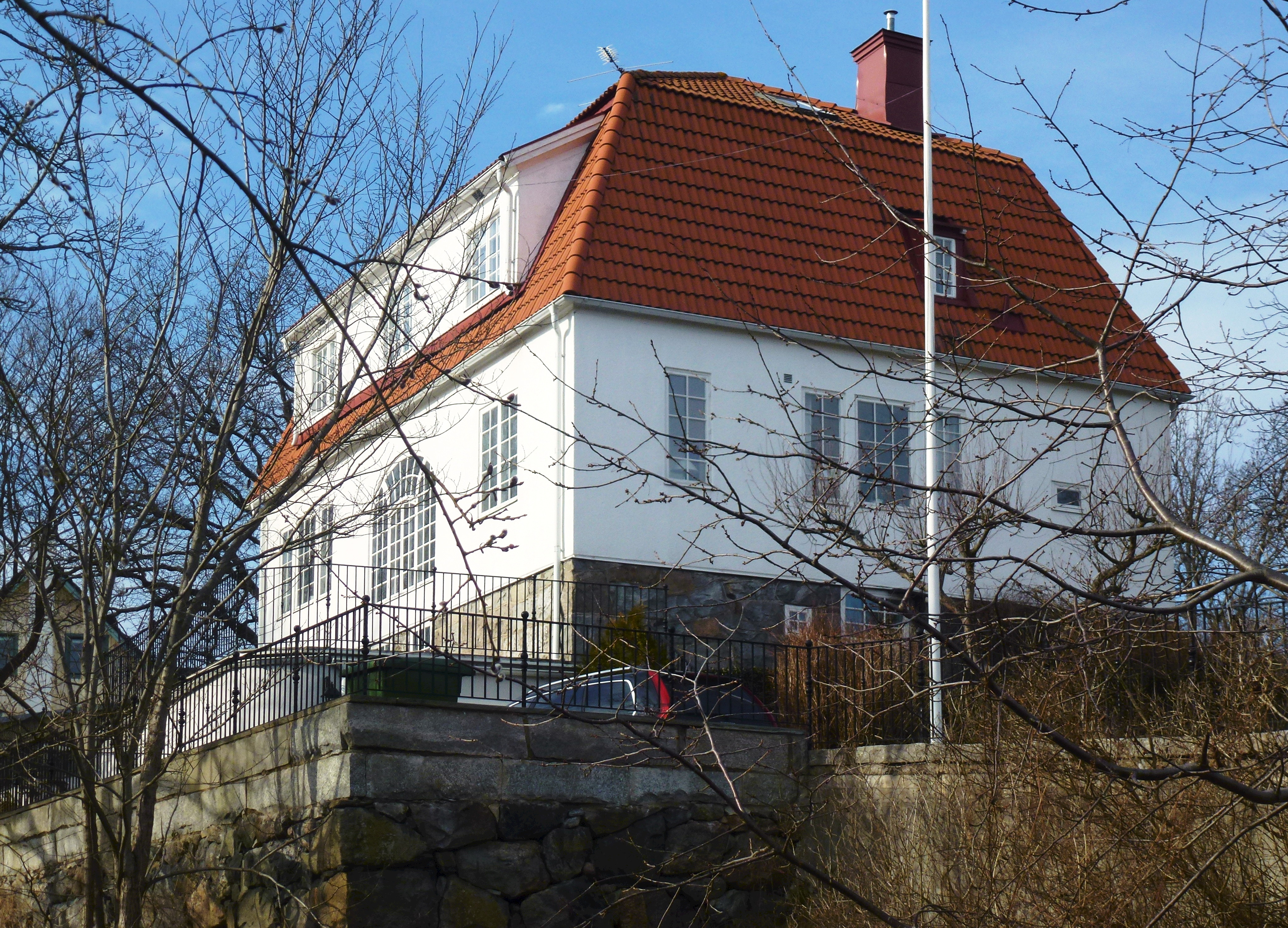
Villa Gärdsgården
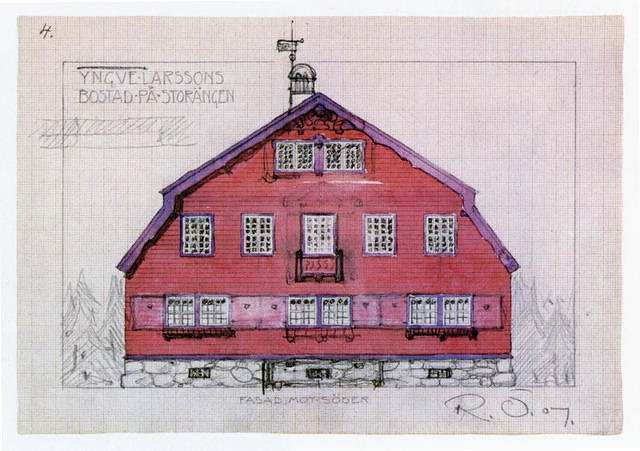
Villa Yngve Larsson
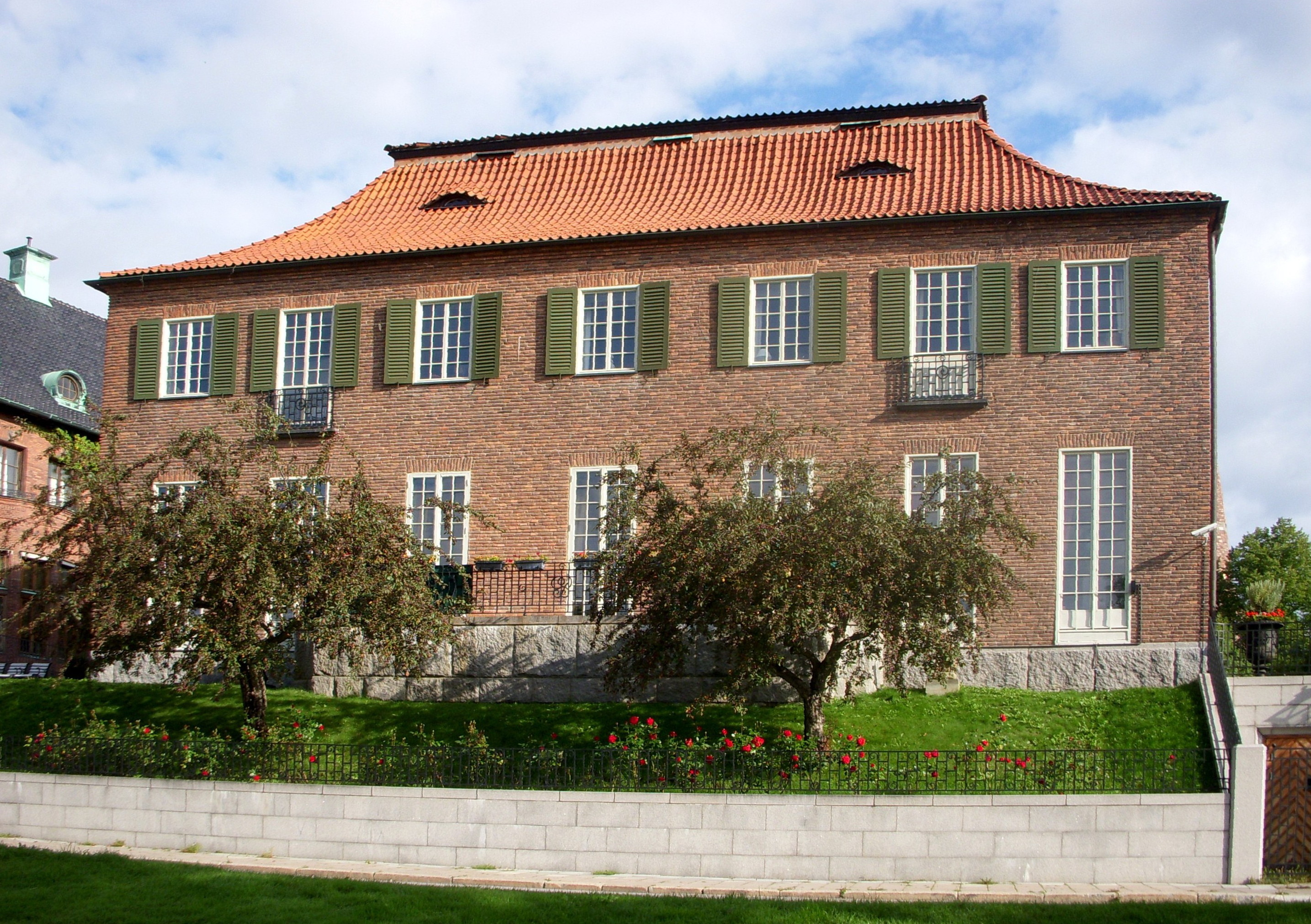
Villa Geber
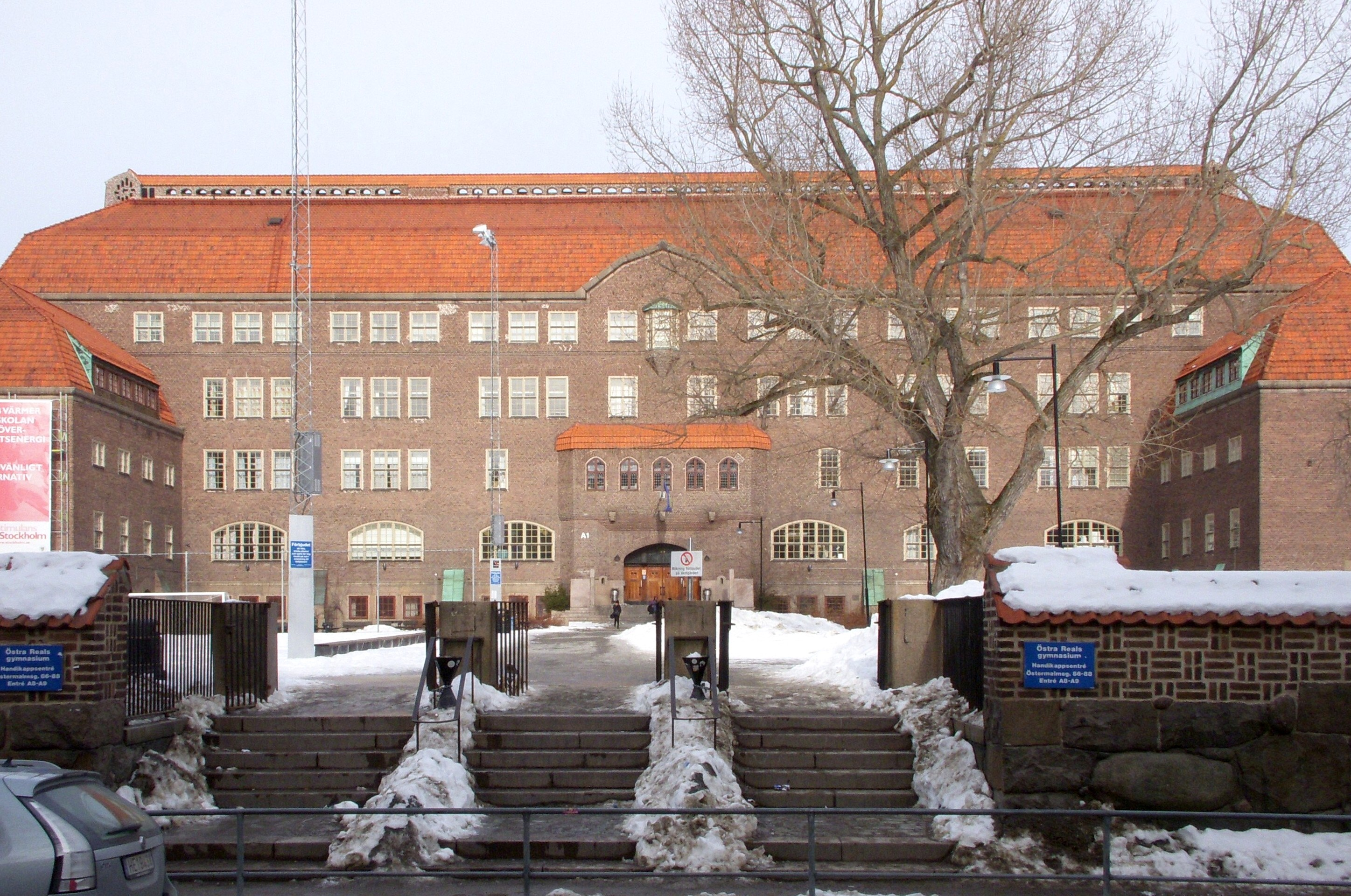
Östra Real
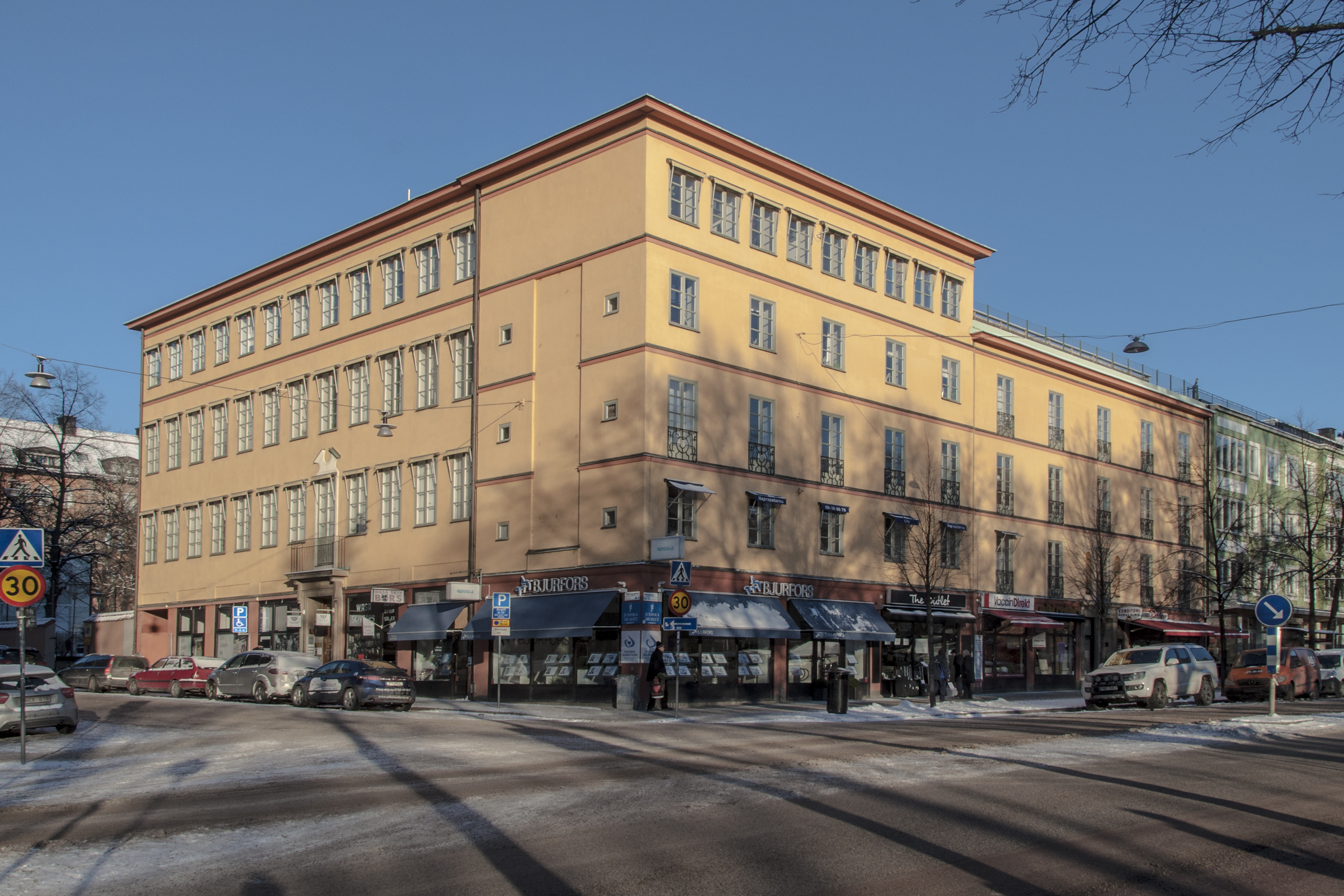
Vasa högre flickskola
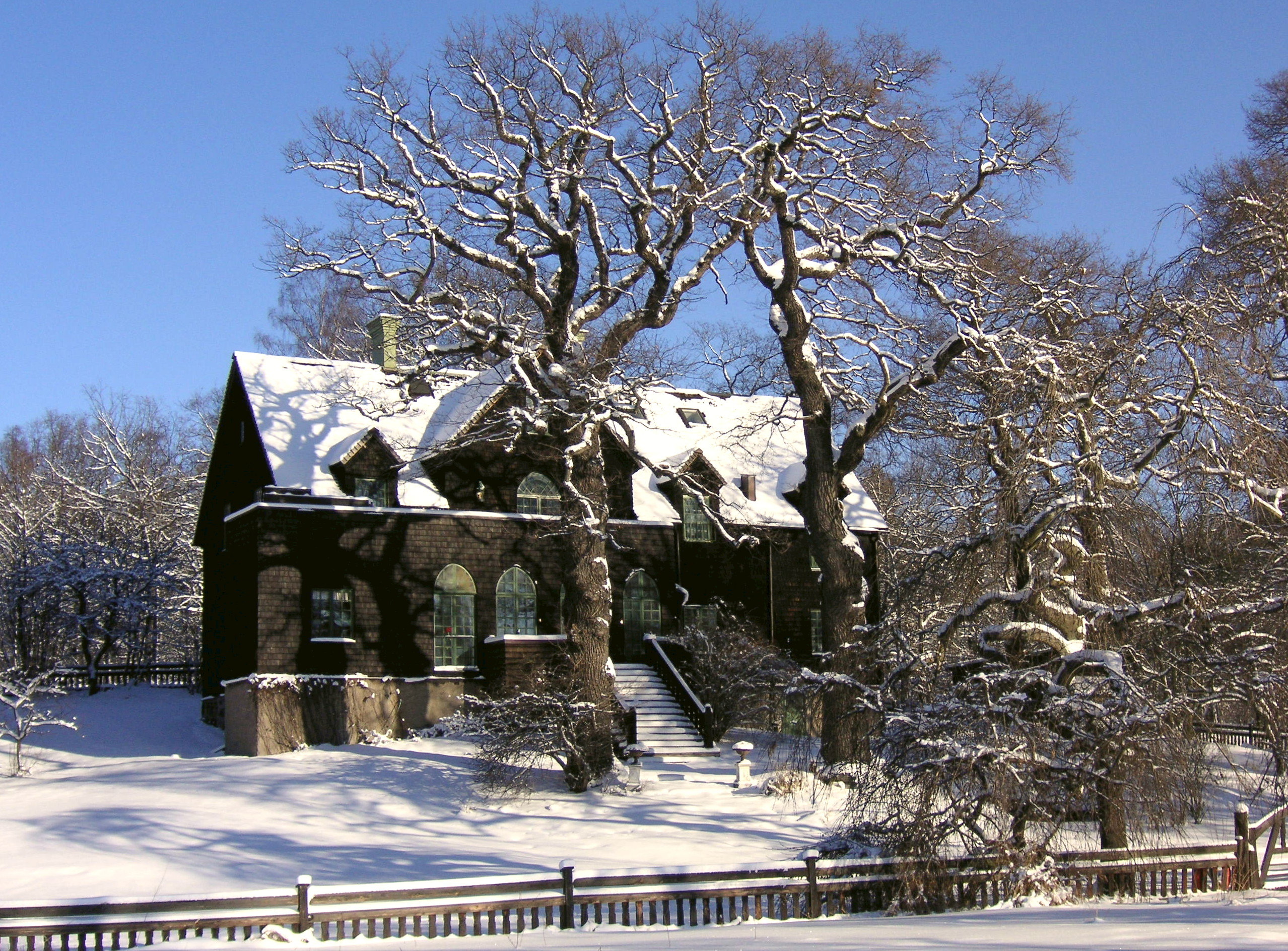
Villa Mullberget
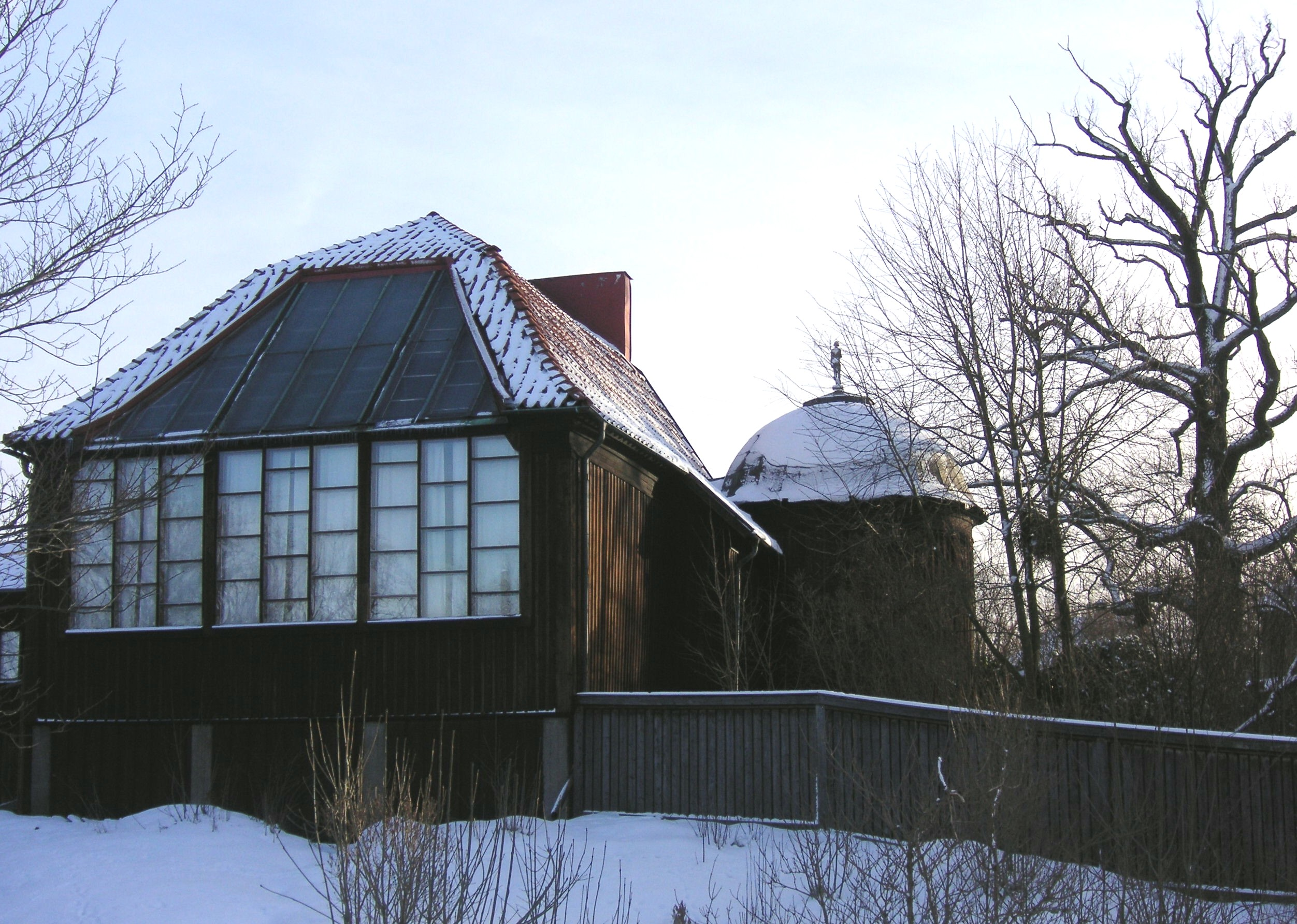
Carl Eldhs ateljémuseum
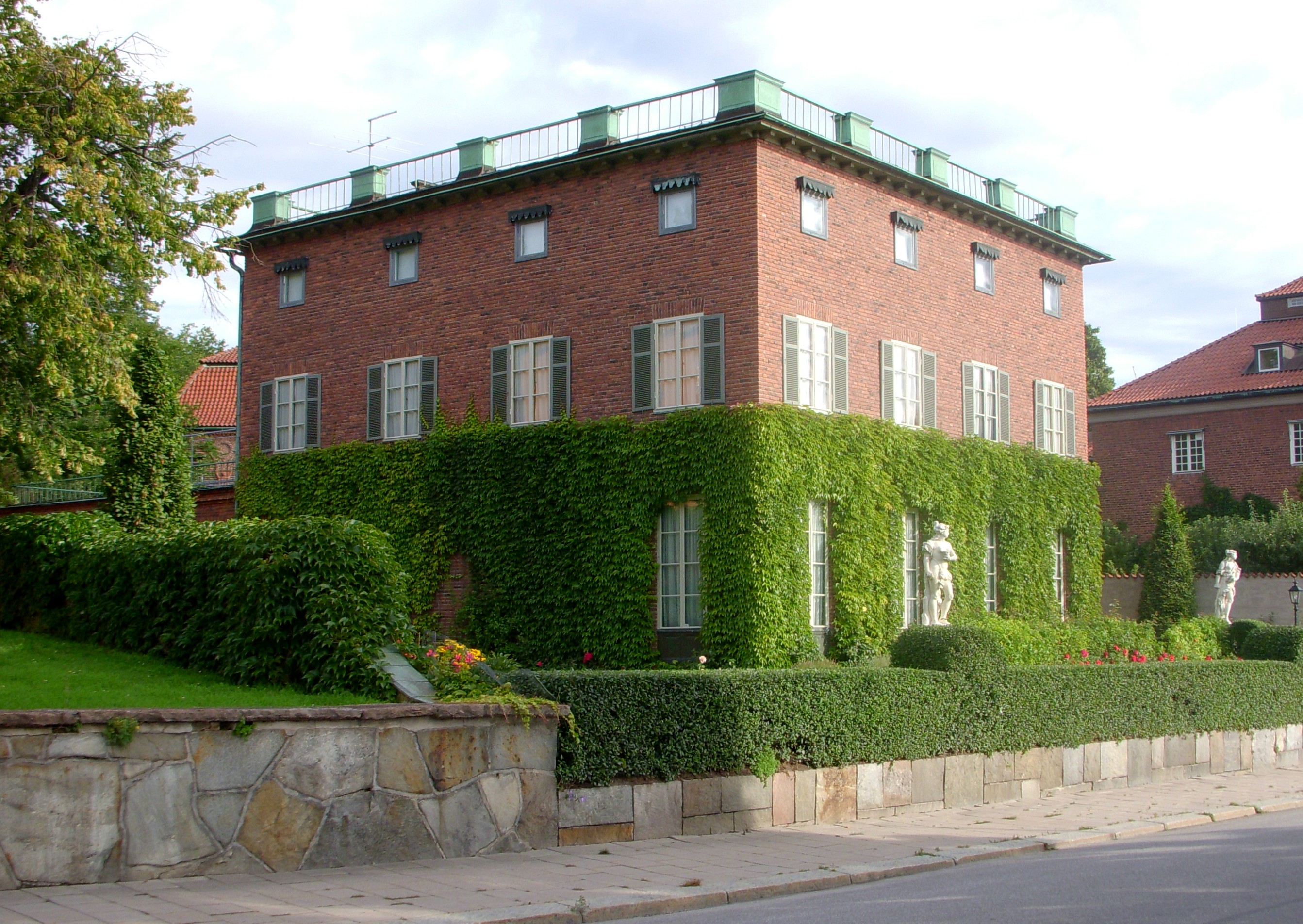
Villa Bonnier
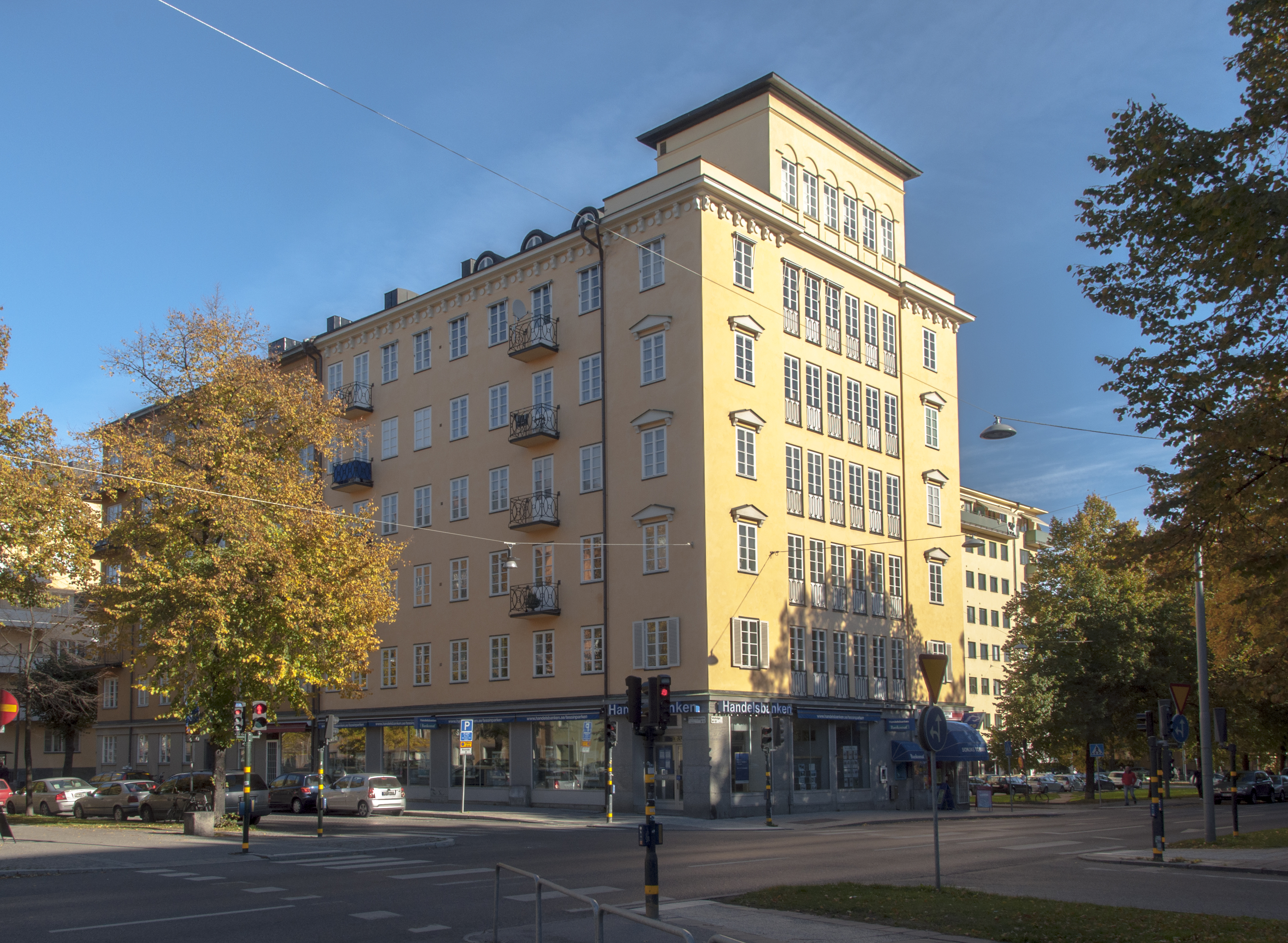
Valhallavägen 149
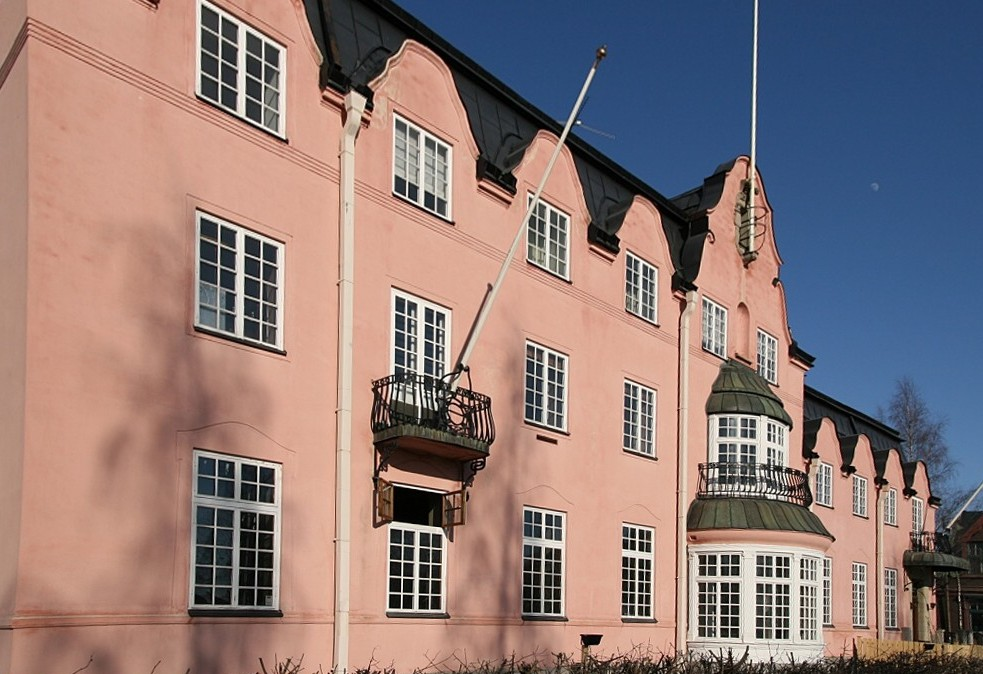
Scharinska villan
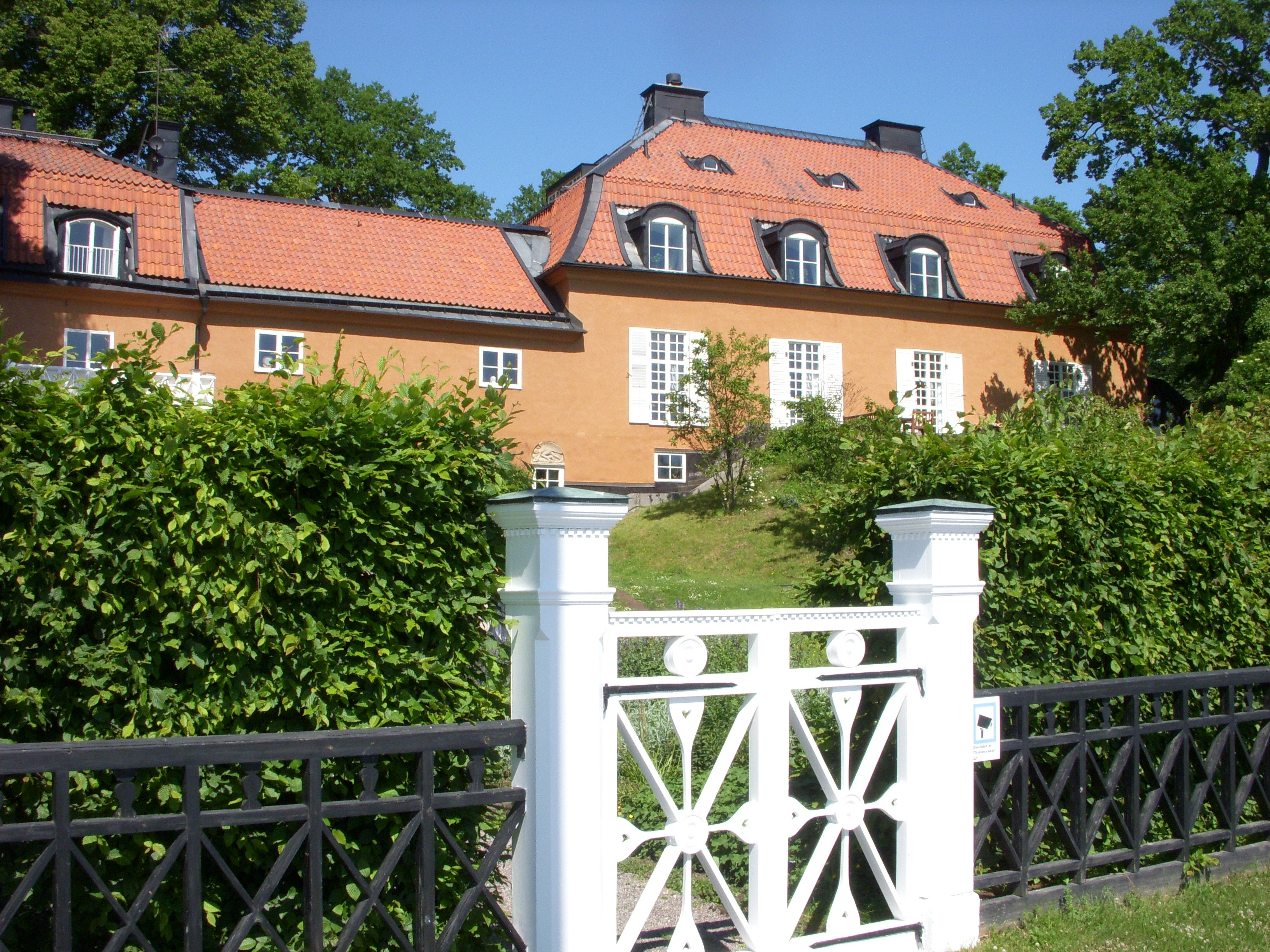
Nedre Manilla
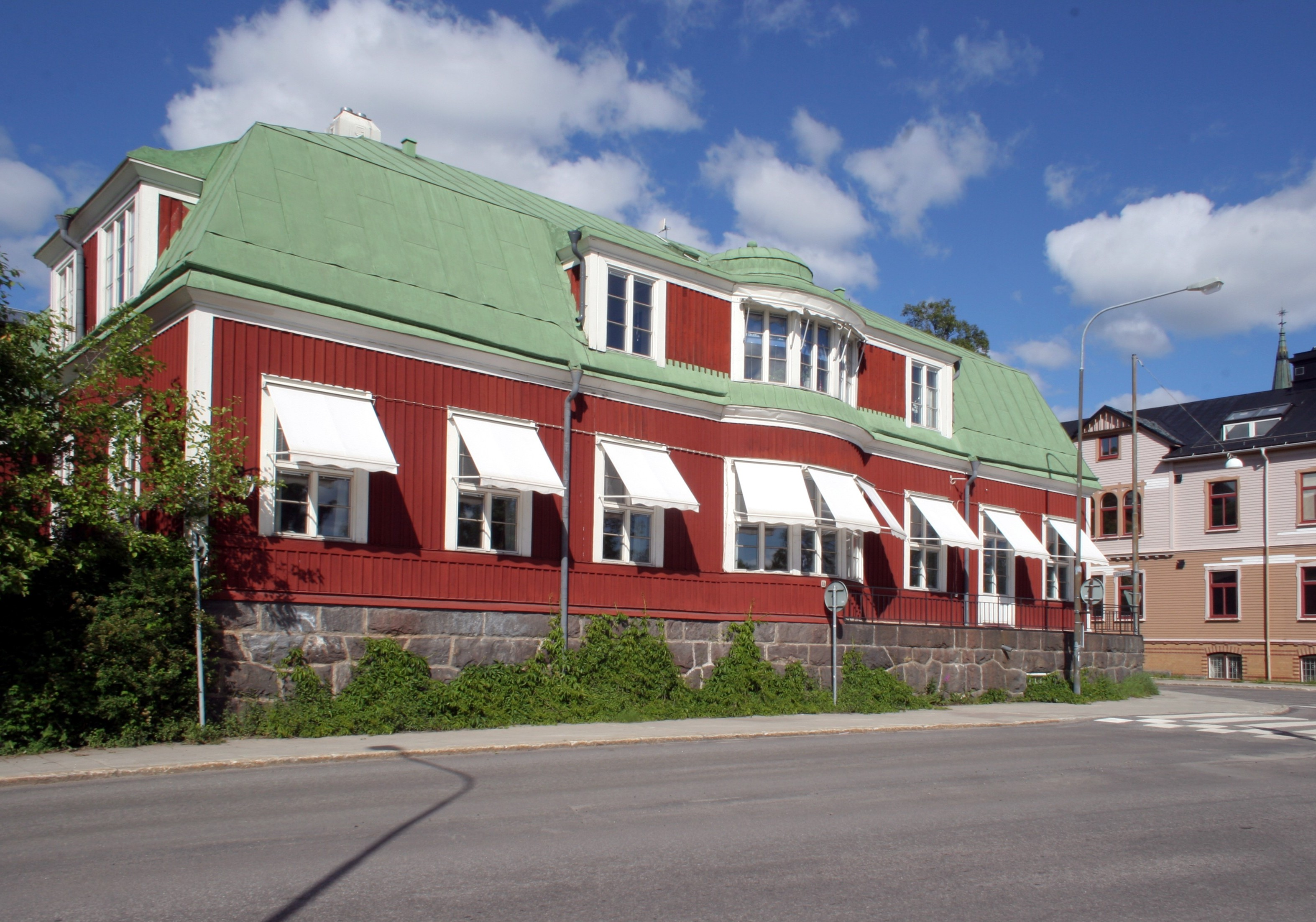
Aschanska villan
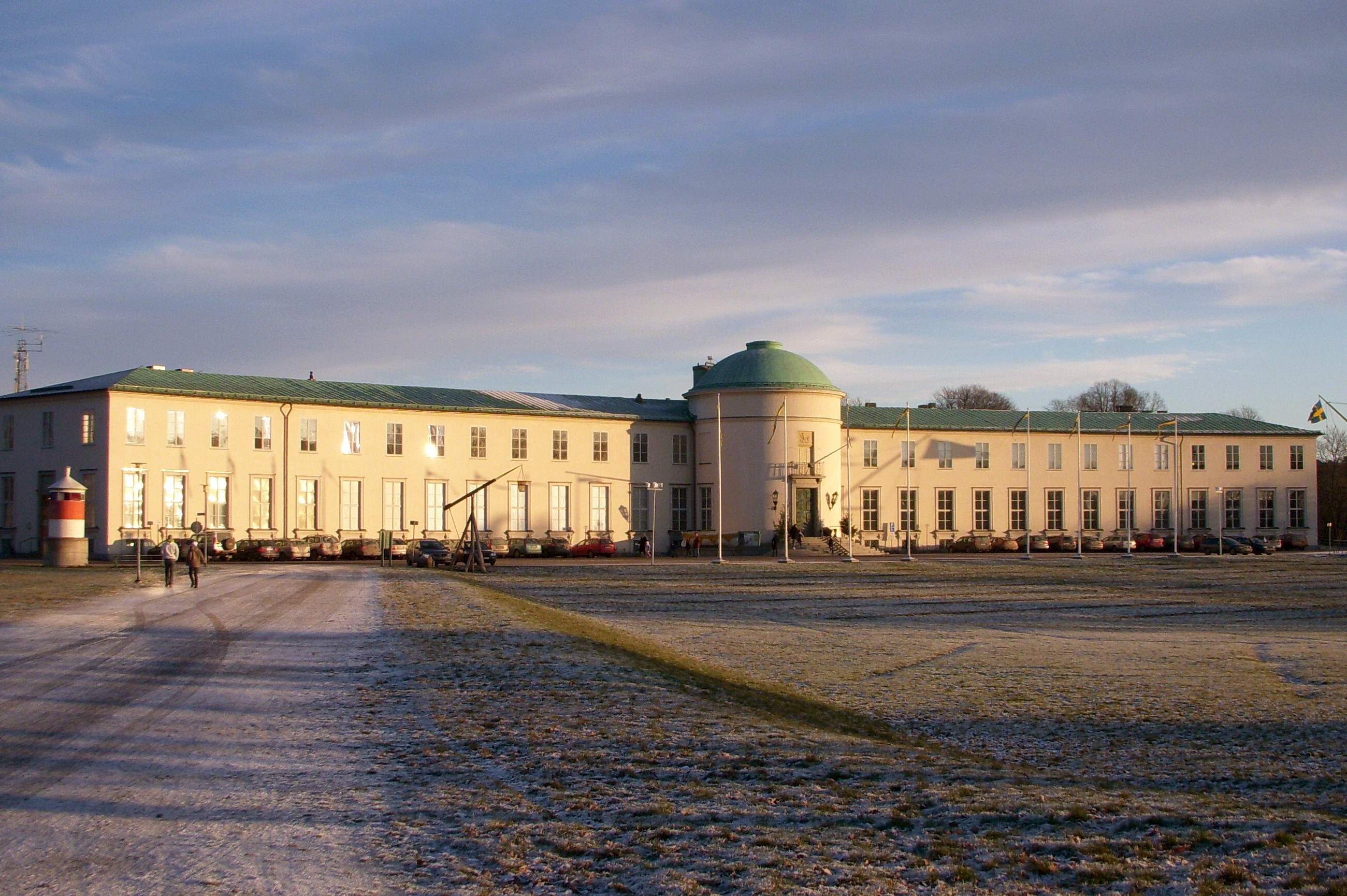
Sjöhistoriska museet